# Балакишиев, Мовлуд Сулейман оглы
Мовлуд Балакишиев Сулейман оглы (азерб. Mövlud Süleyman oğlu Balakişiyev; 18 март 1943, Таширский район — 2 февраль 2024, Баку) — азербайджанский писатель, публицист, сценарист, член Союза писателей Азербайджана (1980), Заслуженный деятель искусств (2003) и Народный писатель Азербайджана (2006). Лауреат орденов «Слава» и «Честь».

## Биография
Мовлуд Сулейманлы родился 18 марта 1943 года в селе Гызыл Шафаг Калининского района Армянской ССР (прежнее название — Джуджакенд). Его отец, Сулейман Магомед оглы, отправился на фронт в конце 1942 года и погиб 23 апреля 1945 года в боях за Берлин.
После окончания сельской школы, Мовлуд Сулейманлы окончил 10-й класс средней школы соседнего села Ильмезли (1960 год). В 1962 году он поступил на факультет филологии Азербайджанского государственного университета и окончил его в 1967 году.
Мовлуд Сулейманлы скончался 21 февраля 2024 года. Его похоронили в селе Керкендж Шамахинского района.

## Трудовая деятельность и творчество
Сулейманлы начал своё творчество в 1960-х годах с лирических стихов. Первым стихотворением было «Мои руки», опубликованное в азербайджанской молодежной газете в 1964 году.
Трудовую деятельность он начал в 1968 году на Азербайджанском радио. В 1972 году Комитет телерадиовещания отправил его на специализированные курсы в Москву на учебу.
Сначала работал редактором в журналах «Гянджлик» и «Литература и Искусство». В 1974 году он был принят на работу в киностудию «Азербайджанфильм» имени Джафара Джаббарли в качестве сценариста. На основе его сценария были сняты телевизионные фильмы «Похищение жениха» и «Наш зонт — облако», заказанные Комитетом по кинематографии Московского государственного университета.
С 1974 года он является членом Союза писателей Азербайджана. В том же году ему была присуждена награда «Qızıl Qalam» (Золотое перо) Союза писателей Азербайджана за его роль в пропаганде азербайджанского фольклора, этнографии, языка и семейной жизни. В 1976 году его пригласили на работу в Союз писателей Азербайджана.
Параллельно со своей писательской деятельностью, в период с 1976 по 1980 годы он был директором отдела прозы в журнале «Ulduz»(«Звезда»), с 1980 по 1988 годы руководил отделом прозы в журнале «Азербайджан».
В конце 1992 года он был назначен заместителем главы радио в Государственной телерадиокомпании Азербайджана и работал на этой должности в течение 17 лет (1992—2009).
В 1992—1993 годах под его редакцией была выпущена независимая газета «Oğuz eli».

### Сочинения
Романы:
- "Миграция"
- "Ореховый червь"
- "Молитва о грехе"
- "Голос"
- "Буквы в армянском имени"

Повести:
- "Шанапипик"
- "Бездны"
- "Дворянин Ель Ахмед"
- "Дьявол"
- "Мельница"
- "Огонь"
- "Вдали от жизни"
- "Теймуриды"
- "Гость"

Рассказы:
- "Деревенское поселение на склоне"
- "Один из моих ста дней"
- "Сказание грушевого дерева"
- "Благословение"
- "Брызги"
- "Ночь яллы"
- "Свет мира"
- "Мыло"
- "Снег"
- "Пожар"
- "Луга пастушьего Гараджа"
- "В лунном свете"
- "Ибрагим пастух и велосипед"
- "Урок собаки"
- "Деревцо"
- "Сухое время"
- "Последняя остановка"

### Фильмография
- "Виноделы из Агстафы" (1992)
- "Украли жениха" (1985)
- "Урок бекства" (2007)
- "Наши зонты - облака" (1976)
- "Вкус" (1984)
- "Депортация" (2001)
- "Депортация. II Фильм"
- "Депортация. III Фильм"
- "Депортация. IV Фильм"
- "Депортация. V Фильм"
- "Депортация. VI Фильм"
- "Депортация. VII Фильм"
- "Диван Фатехов"
- "Атака" (1989)
- "Падение пиано" (1982)

## Награды, звания и премии
- Лауреат премии Азербайджанского Союза журналистов «Золотое Перо» (1974)
- Лауреат Всесоюзного конкурса литературы имени М.Горького (за первую опубликованную на русском языке книгу («Ибрагим пастух и велосипед»)) (1983)
- Литературная премия Азербайджанского Союза писателей «Золотой нарцисс» (за лучшее произведение, посвящённое деревенской жизни) (1991)
- Литературная премия «Араз» (за достижения в области беллетристической и публицистической литературы) (1995)
- Лауреат премии лучшее произведение года (за роман «Миграция») -
- Награда АНАСАМ (Турция) (2001)
- Заслуженный деятель искусств Азербайджана (27 января 2003) — за заслуги в развитии азербайджанской литературы и культуры[8]
- Народный писатель Азербайджана (4 ноября 2006) — за заслуги в развитии азербайджанской литературы[9][1]
- Персональная пенсия Президента Азербайджанской Республики (4 ноября 2008)[10]
- Орден «Слава» (2 апреля 2018) — за многолетнюю плодотворную деятельность в развитии азербайджанской литературы[11][12]
- Орден «Честь» (27 июля 2023) — за большие заслуги в развитии азербайджанской литературы[13][14]